# Dat hadden wij moeten zijn
Dat hadden wij moeten zijn is een lied van de Belgische zanger Maksim en de Nederlandse zangeres Emma Heesters. Het werd in 2023 als single uitgebracht.

## Achtergrond
Dat hadden wij moeten zijn is geschreven door Haris Alagic, Léon Paul Palmen, Maksim Stojanac en Emma Heesters en geproduceerd door Palm Trees en Haris Alagic. Het is een nummer dat past in de genres nederpop en belpop. In het lied zingen de artiesten over het gevoel wanneer een ander een relatie aangaat met een ex-geliefde, terwijl je zelf vindt dat jij met hem/haar die relatie aan had moeten gaan.
Het lied werd eerst geschreven door Maksim en zijn schrijversteam. Hij twijfelde om het lied uit te brengen en besloot toen om het lied aan Heesters te geven. Die vond het een goed lied en nam het op. Toen zij haar versie terug naar Maksim stuurde, had hij toch spijt dat hij zelf het lied niet meer kon uitbrengen. Hierop vroeg hij aan Heesters of zij het een idee vond om het lied als duet op te nemen en uit te brengen, waar zij akkoord mee ging. 
Het lied werd bij radiozender MNM uitgeroepen tot Big Hit.

## Hitnoteringen
De artiesten hadden succes met het lied in het Nederlands taalgebied. Het piekte op de zevende plaats van de Vlaamse Ultratop 50 en stond 23 weken in deze hitlijst. De Nederlandse Single Top 100 en de Top 40 werden niet bereikt; bij laatstgenoemde kwam het lied wel tot de achttiende plaats van de Tipparade.